# Fonologija
Fonologija (od grč. φωνή, phone = glas, λόγος, lógos = riječ, govor, znanost) jezikoslovna je disciplina koja proučava jezičnu funkciju i ponašanje govornih jedinica. Najmanje te jedinice koje imaju razlikovnu funkciju su fonemi (središnji pojam fonologije). Fonologija proučava sustav govornih jedinica (glasova) u jeziku, dok se fonetika bavi proučavanjem artikulacijskih i akustičnih obilježja glasova i govora.

## Fonološka transkripcija
Budući da slovopis i pravopis nisu prikladni za potpun prikaz fonološke osobine jezika, jezikoslovci rabe specijalne sustave fonoloških simbola za transkripciju fonema i njezinih alofona (npr. međunarodnu fonetsku abecedu).
Uobičajeno je označiti fonološku transkripciju kosim zagradama / /.